# Accusations de tentative de coup d'État de 2023 en Moldavie
Les accusations de tentative de coup d'État de 2023 en Moldavie surviennent en 2023, lors de la crise russo-moldave de 2023 et de l'invasion de l'Ukraine par la Russie de 2022, lorsque la présidente de la Moldavie, Maia Sandu, rend public un plan supposé de la Russie visant à renverser le gouvernement de la Moldavie,,,.

## Contexte
Depuis 1992, l'armée russe maintient une présence en Transnistrie, un État séparatiste non reconnu internationalement dont le territoire est reconnu internationalement comme faisant partie de la Moldavie.
À partir du début de l'invasion russe de l'Ukraine en 2022, l'idée selon laquelle la Russie pourrait utiliser le territoire de la Moldavie contre l'Ukraine[évasif] est défendue. La Russie est régulièrement accusée « d’agiter la menace de nouveaux affrontements en Transnistrie pour déstabiliser Kiev et Chisinau ».

## Allégations de complot en vue d'un coup d'État
Le 13 février 2023, la présidente de la Moldavie révèle les détails du complot présumé. Ce dévoilement intervient une semaine après que le président de l'Ukraine, Volodymyr Zelensky, a déclaré que les services de renseignement ukrainiens ont intercepté les plans de la Russie pour « détruire » la Moldavie,,,.
Maia Sandu, la présidente de la Moldavie, déclare que les plans de coup d'État impliquent l'utilisation de soldats habillés en civil pour attaquer des bâtiments de l'État et prendre des otages, renverser le gouvernement du pays et installer un gouvernement fantoche, et former une alliance entre des gangs criminels et des oligarques moldaves en exil.

## Événements liés
Le 14 février, un jour après les allégations de complot en vue de coup d'État, la Moldavie ferme brièvement son espace aérien après qu'un petit objet ressemblant à un ballon météo a été détecté au-dessus du nord du pays, près de la frontière moldo-ukrainienne. Son espace aérien est rouvert après que les autorités se sont assurées que l'objet ne pose aucun risque pour la sécurité des civils. Au même moment sont détectés plusieurs ballons chinois au-dessus du continent américain.
En raison du soupçon de la présence de saboteurs parmi les supporters serbes, les autorités moldaves ordonnent que le match entre le FC Sheriff Tiraspol et le FK Partizan lors des barrages à élimination directe de la Ligue Europa Conférence 2022-23 se déroule à huis clos,.

## Réactions
La Russie dément avoir eu l'intention de soutenir un coup d'État. Elle réplique en accusant quelques jours plus tard l'Ukraine de vouloir envahir la Transnistrie et de menacer les forces russes qui y sont stationnées.